# Юдит и Олоферн
„Юдит и Олоферн“ (на италиански: Giuditta e Oloferne) е бронзова статуя с височина 236 см без цокъла, създадена от Донатело към края на кариерата му, между 1453 и 1457 г. От 1988 г. се съхранява в Sala dei Gigli на Палацо Векио във Флоренция, Италия.
Донатело е първият след древните скулптори, който замисля автономно стоящи фигури, освободени от архитектурни структури. Такива са статуята на Давид във Флоренция или тази на Гатамелата в Падуа). С творбата си Юдит и Олоферн той за първи път осъществява идеята за триизмерна група от фигури.

## История
Статуята вероятно е поръчана от Козимо де Медичи или от Пиеро де Медичи ил Готозо в памет на техния баща и вероятно е предназначена за фонтан в Палацо Медичи, както предполагат четирите дупки в ъглите на възглавницата на Олоферн. Джорджо Вазари разказва, че Донатело е бил толкова доволен от творбата, че я е подписал с OPUS DONATELLI FLO[RENTINI]. Всъщност със скулптурната група той засвидетелства, дори и в старостта си, творческа сила, все още непокътната и превъзхождаща всички очаквания. Сливането става чрез разделяне на статуята на 11 части, както е подчертано при реставрацията. В древността е била позлатена, от което днес са останали само няколко следи, особено върху меча.
Тя е разграбена от разгневената тълпа след второто изгонване на Медичите през 1494 г. и е тържествено поставена на Пиаца дела Синьория, за да символизира свободата и победата на народа над тиранията. При завръщането на Медичите Юдит остава на площада, за да не обиди чувствителността на народа. С право включена в скулптурния цикъл, който трябва да насочва към дободетелта работата на флорентинските приори и правителствените ръководители, тя винаги остава на открито въпреки някои премествания, за да балансира по-добре цялото спрямо новопристигналите творби. Първоначално се намира пред главния портал на сградата, но още през 1506 г. отстъпва място на Давид на Микеланджело, която е с много по-големи размери. Давид задава новия канон за статуите на площада (и не само), дотолкова, че последвалите го произведения (Фонтанът на Нептун, Персей с главата на Медуза, Херкулес и Как и др.) са изваяни или излети с по-големи параметри, правейки в сравнение с това Юдит и Олоферн по-малка и по-уединена, както може да се преживее и днес при посещение на площада.
След пристигането на Давид тя е поставена под Лоджията на Синьорията в западната част до 1582 г., когато е „изгонена“ от творбата на Джамболоня Изнасилването на сабинянките. След това е преместена в тясната страна, към Уфици, а между двете световни войни е преместена отново в Аренгария на Палацо Векио. След внимателна реставрация през 1988 г. е поставена в музея на Палацо Векио и е заменена отвън с копие.

## Описание
Представлява библейската история за Юдит и Олоферн: за да спаси собствения си град Бетулия, обсаден от вавилонските войски на Навуходоносор II, Юдит отива през нощта в шатрата на вражеския водач и след като го напива, го обезглавява, оставяйки противниковата армия без водач и принуждавайки я да отстъпи. Епизодът е популярен в художествените изображения от Средновековието, тъй като подобно на Давид символизира победата на добродетелта над порока и безбожието. В нея може да се прочете персонифициран сблъсък между кардиналната добродетел Humilitas, която преодолява греха на Superbia.
Творбата не е замислена за предварително определена гледна точка, а по-скоро плътното преплитане на препратки приканва да бъде обиколена, за да бъде разгледана от всички страни. Структурата на творбата е пирамидална, с лицето на йератическата Юдит на върха и острието на меча, държано от дясната ръка на героинята, огъната на 90 градуса. Друга фокусна точка на групата е главата на Олоферн, в която диагоналите на групата се събират.
Библейският текст съобщава, че героинята нанася два удара, за да отдели главата на врага и точният момент на действието, увековечено в творбата, е връзката между двата удара, както се вижда от раната, която вече е налице на врата на Олоферн.
Двете фигури са третирани от скулптора по почти противоположен начин, както отбелязват още неговите съвременници: Олоферн е гол и моделиран по правилата на анатомията, докато Юдит е изцяло облечена с дрехи, които подчертават крехката ѝ физика. Нито един косъм не стърчи от покритата глава на Юдит, докато косата на Олоферн е дълга и буйна. Отъждествяването му с порока се потвърждава от цяла поредица атрибути, сред които се откроява нахлузилият се на гърба му медальон, където е изобразен избягал кон. Дори вакханалните сцени на цокъла (който има форма на призма с триъгълна основа) напомнят за пиянството и разврата на тиранина, както е описано в Библията.
Тялото на Олоферн вече пада без сила и се държи само от ръката на Юдит. Десният крак на героинята е красноречиво поставен върху гениталиите му, докато другият крак държи китката му, а коляното наполовина покрива алегоричния медальон.
Фигурата на Юдит стои триумфално с вдигнат меч. Роклята ѝ е изработена от плат със сложна драперия, украсена с малки фигури, които като цяло контрастират на гладкото моделиране на лицето. Изражението на младостта предава цяла поредица от дълбоки, напълно отчетливи психологически емоции: концентрация, решение, сила, но също така и вътрешния конфликт (както предполагат леко разширените очи и отворената уста) на онези, които търсят подкрепа от своя Бог, защото да спаси народа си, тя е принудена да извърши греха на убийството. Въпреки триумфа тя се оказва принудена да наруши заповедта „Не убивай" и в това въплъщава фигурата на трагична героиня.
Лицето на Олоферн, от друга страна, е грубо и обезобразено. Седи върху възглавница, която е завъртяна спрямо цокъла, така че ъглите им да не съвпадат, създавайки ефект на движение. Тук се намират подписът на художника и четирите дупки.

## Символи
И Юдит, и Давид са външни към историите от Стария завет и също така се виждат поставени в непосредствена близост във фреската на Санта Мария Антикуа, както и на вратите на Източния баптистерий на Лоренцо Гиберти. Юдит се смята за символ на свободата, добродетелта и победата на слабите над силните в справедлива кауза. Християнската символика на Юдит разкрива нейните действия над Олоферн като победа на добродетелта, особено по отношение на самоконтрола, целомъдрието и смирението, за разлика от разпуснатостта и гордостта. Нейната история в топоса Силата на жените изобразява слабите, които надделяват над предполагаемия победител в опит да защитят своя дом. Това е символично за град Флоренция, който се бори да защити своята Република Флоренция от чужди сили и за Медичите, които специално поддържат гордостта си в града.
Очакваното разрязване на врата на генерала и цялостната представа за обезглавяване се подчертават визуално в статуята чрез напрегнатия поглед на Юдит и силно извитата ръка, която държи острието си, готово да удари. Освен това, издълбан на гърба на Олоферн, има медальон, структуриран така, че да изглежда висящ на врата му, в историята известен като символ на гордост. Много учени вярват, че в този случай огърлицата е директен символ на гордостта, за която свидетелства Псалм 73:6, който гласи, че „нечестивите носят гордостта като огърлица и насилието ги обвива“. Също така се твърди, че статуята е предназначена да се гледа отстрани, а не направо. При гледане от ъгъл акцентът е върху шията на Олоферн, оградена от двата крака на Юдит под дрехите ѝ, и е центърът на вниманието, когато Юдит дърпа ръката си назад, за да нанесе удар. Това би направило надписа „Вижте шията на гордостта, обслужвана от ръката на смирението“ най-точно изобразен.
Смята се, че надпис на гранитния пиедестал първоначално е гласял: „Кралствата падат чрез лукс [грях], градовете се издигат чрез добродетели. Вижте шията на гордостта, прекършена от ръката на смирението." Следователно тази драматична и детайлна статуя е метафора на управлението на Медичите, като защитници на флорентинската свобода, подобно на Юдит, убийца на тиранина Олоферн и защитница на народа. Тази гледна точка се подкрепя от разкази, които споменават втори надпис на пиедестала, който гласи: „Спасението на държавата. Пиеро де Медичи, синът на Козимо, посвети тази статуя на жена както на свободата, така и на силата на духа, чрез която гражданите с непобедено и постоянно сърце могат да се върнат в републиката." Върху възглавницата са изписани думите OPVS. ДОНАТЕЛИ . FLO (Творба на флорентинеца Донатело).
Основата на скулптурата съдържа някои от най-ранните ренесансови примери за пути и pueri mingentes, които са изобразени тъпчещи грозде, пиещи и уриниращи. Снизходителното пиене на момчетата символизира липсата на самоконтрол на Олоферн, което в крайна сметка води до смъртта му, докато е пиян, а уринирането им символизира похотта на Олоферн към Юдит.